# Glenea vaga
Glenea vaga là một loài bọ cánh cứng trong họ Cerambycidae.